# Comprégnac
Comprégnac is een gemeente in het Franse departement Aveyron (regio Occitanie) en telt 235 inwoners (2004). De plaats maakt deel uit van het arrondissement Millau. Het gehucht Peyre, onderdeel van de gemeente Comprégnac, is lid van Les Plus Beaux Villages de France.

## Geografie
De oppervlakte van Comprégnac bedraagt 11,1 km², de bevolkingsdichtheid is 21,2 inwoners per km².
De onderstaande kaart toont de ligging van Comprégnac met de belangrijkste infrastructuur en aangrenzende gemeenten.

## Demografie
Onderstaande figuur toont het verloop van het inwonertal (bron: INSEE-tellingen).

Vanwege een beveiligingsprobleem met de MediaWiki Graph-software is het momenteel niet mogelijk deze grafiek weer te geven. Zodra de software is bijgewerkt zal de grafiek vanzelf weer zichtbaar worden.